# Satz von Erdős (Zahlentheorie)
Der Satz von Erdős ist ein Lehrsatz der Zahlentheorie, einem der  Teilgebiete der Mathematik. Er geht auf den bedeutenden ungarischen Mathematiker Paul Erdős zurück.
Der Satz steht in Zusammenhang mit einer im Jahr 1849 von dem französischen Mathematiker Alphonse de Polignac  (1817–1890) formulierten Vermutung, welche besagt, dass jede ungerade natürliche Zahl   {\displaystyle n>1}   eine Darstellung   {\displaystyle n=2^{k}+p}   hat, wobei    {\displaystyle k}   eine natürliche Zahl ist, während   {\displaystyle p}   eine Primzahl oder   {\displaystyle p=1}   ist.
Mit seinem Satz gelang es Erdős zu zeigen, dass die polignacsche Vermutung in unendlich vielen Fällen falsch ist.

## Formulierung
Der Satz lässt sich angeben wie folgt:
Es existiert eine unendliche arithmetische Folge, welche aus lauter ungeraden natürlichen Zahlen   {\displaystyle n}   besteht,
von denen „keine“ in der Form   {\displaystyle n=2^{k}+p}   mit einer ganzen Zahl   {\displaystyle k\geq 0}   und einer Primzahl   {\displaystyle p}   darstellbar ist.

## Lemma zum Beweis
Der Beweis des Satzes beruht auf dem folgenden elementaren Lemma:
Jede natürliche Zahl   {\displaystyle k}   erfüllt stets mindestens eine der folgenden sechs Kongruenzen.
(1) {\displaystyle k\equiv 0\mod 2}
(2) {\displaystyle k\equiv 0\mod 3}
(3) {\displaystyle k\equiv 1\mod 4}
(4) {\displaystyle k\equiv 3\mod 8}
(5) {\displaystyle k\equiv 7\mod 12}
(6) {\displaystyle k\equiv 23\mod 24}
Daraus folgt, dass für   {\displaystyle 2^{k}}   stets eine von sechs weiteren Kongruenzen erfüllt sein muss, mit deren Hilfe man unter Benutzung des chinesischen Restsatzes den Satz gewinnt.